# Carcedo de Burgos
Carcedo de Burgos – gmina w Hiszpanii, w prowincji Burgos, w Kastylii i León, o powierzchni 25,68 km². W 2011 roku gmina liczyła 367 mieszkańców.